# Tottenham
Tottenham là một quận thuộc về khu Haringey của Luân Đôn ở Bắc Luân Đôn, Anh. Tottenham cách trung tâm Charing Cross 10 km theo hướng phía bắc-đông bắc, giáp với Edmonton ở phía bắc, Walthamstow và sông Lea ở phía đông và Stamford Hill ở phía nam. Ở hướng Tây, Tottenham giáp ranh với Wood Green và Harringay.